# Pedro María Ric
Pedro María Ric y Monserrat (Fonz, 24 de septiembre de 1776-29 de marzo de 1831) III barón de Valdeolivos, fue un magistrado y político aragonés. Fue el hijo primogénito de 18 hermanos de Miguel Esteban Ric y Pueyo de Urriés, II barón de Valdeolivos, y Ana María Monserrat y Ustariz.

## Biografía
Estudió en la Universidad de Huesca y llegó a ser profesor y rector de dicha institución. Nombrado camarero secreto del Papa, aprovechó su estancia en Roma para traer el cuerpo de San Vicente a su villa natal. Destinado después a la ciudad de Zaragoza como magistrado de la Real Audiencia de Aragón, tomó parte en la defensa de la ciudad contra el ejército francés durante los famosos sitios de Zaragoza. En el desempeño de esta labor conoció a María de la Consolación Azlor y Villavicencio, condesa de Bureta, con quien se casó el 1 de octubre de 1808. Durante el segundo sitio, Pedro María Ric formó parte de la Junta Suprema de Aragón, marchando después a Valencia, donde nació su hija y, después, a Cádiz. Con el advenimiento de la monarquía de Fernando VII fue destinado a importantes cargos políticos en Madrid. Finalmente, se retiró a su villa natal, donde murió a los 54 años. Fue enterrado en el panteón familiar de la iglesia parroquial de Fonz.

## Archivo personal

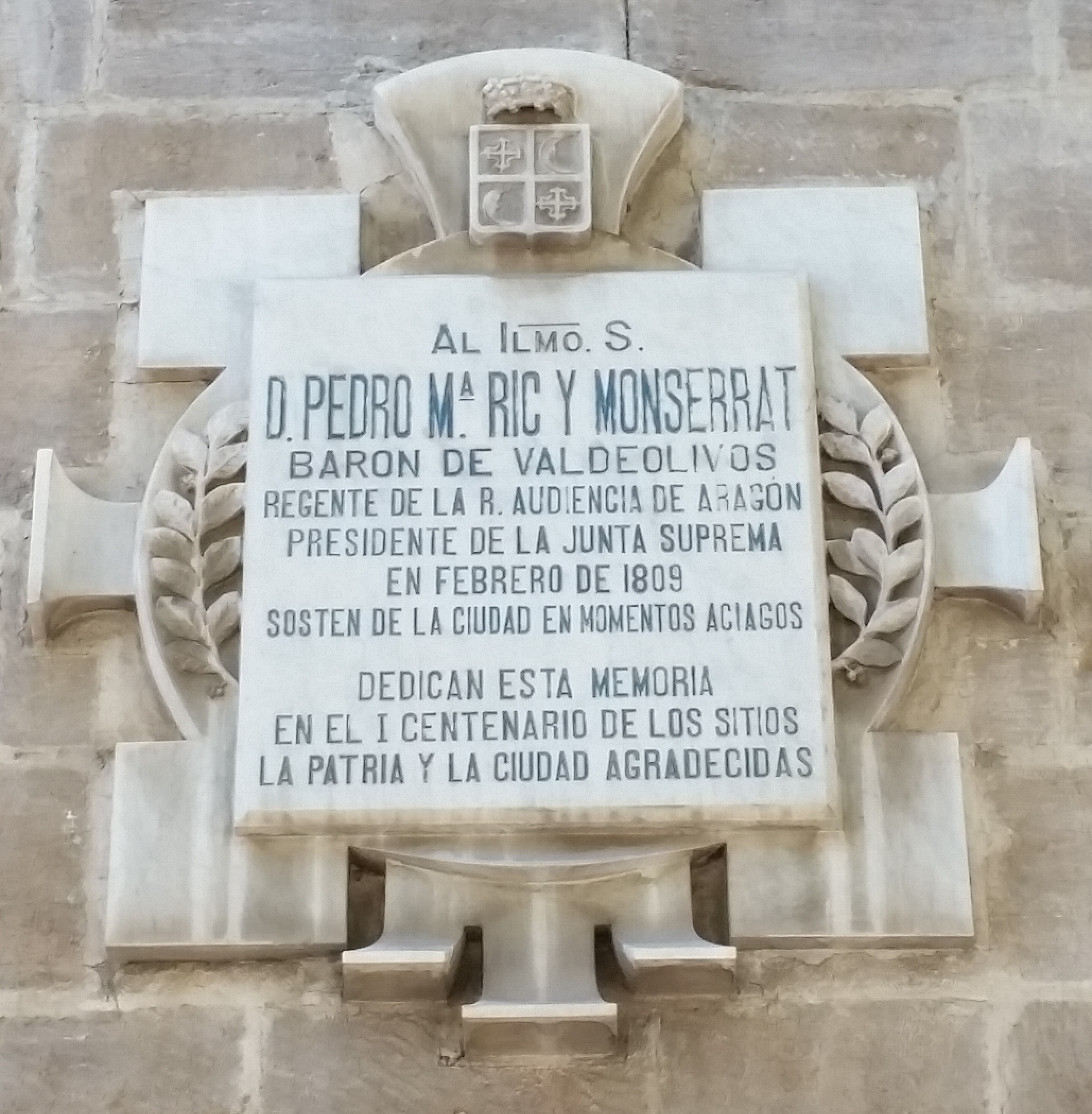
Placa dedicada a Pedro María Ric y Monserrat en Zaragoza

El archivo personal de Pedro María Ric se encuentra en Fonz, en el archivo familiar de los Barones de Valdeolivos. Son documentos personales fechados entre 1759 y 1828 que se han clasificado en tres grupos o series:
1. Documentación personal (títulos y diplomas, nombramientos, etc.).
2. Actividades profesionales y cargos.
3. Actividades intelectuales.